# Farhan Samiullah
Farhan Samiullah (* 1969 oder 1970) ist ein ehemaliger pakistanischer Squashspieler.

## Karriere
Farhan Samiullah spielte Ende der 1980er-Jahre auf der PSA World Tour. 1988 erreichte er bei der Weltmeisterschaft der Junioren das Viertelfinale. Zwei Jahre darauf zog er ins Endspiel der Asienmeisterschaft ein, das er gegen Mir Zaman Gul verlor. Mit der pakistanischen Nationalmannschaft wurde er im selben Jahr Asienmeister.

## Erfolge
- Vizeasienmeister im Einzel: 1990
- Asienmeister mit der Mannschaft: 1990